# .vu
.vu – domena internetowa przypisana do Vanuatu.